# Dyffryn Clwyd

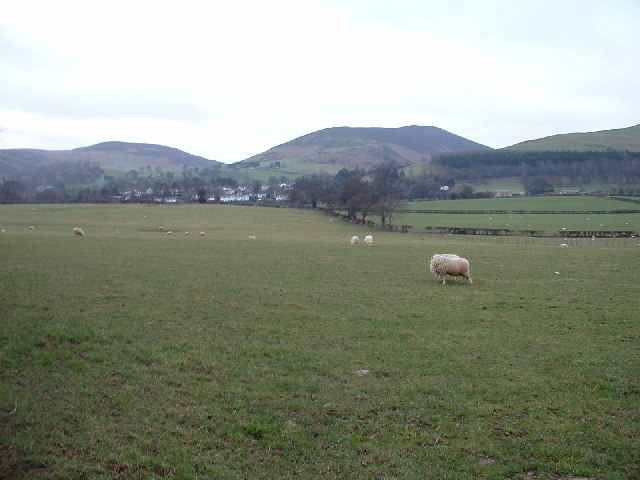
Une prairie à Llanbedr Dyffryn Clwyd.

Dyffryn Clwyd (anglais : Vale of Clwyd « val du Clwyd ») est une vallée étendue située dans le comté de Denbighshire (Pays de Galles). Il est ainsi nommé en raison du Clwyd, fleuve principal de la région qui traverse Rhuthun, Dinbych et Rhuddlan avant de se jeter dans la mer à Rhyl.
Au Moyen Âge, Dyffryn Clwyd était un cantref. Aujourd'hui il est connu pour ses paysages et ses monuments historiques.

## Géologie
Le val du Clwyd est un bassin sédimentaire recouvrant un demi-graben dont le flanc oriental épouse les contours de la faille du val du Clwyd. À l'instar du  Bassin du Cheshire, situé plus à l'est, le fond de vallée est tapissé d’épais dépôts de grès du Permien et du Trias. Autour de St Asaph, on rencontre des grès et des mudstones carbonifères, donc plus tardifs. Des îlots de tillite et un amas de drumlins le long du flanc occidental de la vallée, montrent que la région a été  arasée au cours des glaciations. Les dépôts alluvionnaires sont épars à travers la plaine inondable de la Clwyd et de ses affluents.